# ざつ旅-That's Journey-
『ざつ旅-That's Journey-』（ざつたび ザッツ・ジャーニー）は、石坂ケンタによる日本の漫画。『電撃マオウ』（KADOKAWA）にて、2019年5月号より連載中。
マンガ家志望の主人公が旅をしながら成長していく姿を描いた物語。
2025年4月から6月までテレビアニメがAT-Xほかにて放送された。

## あらすじ
漫画家志望の女子大生・鈴ヶ森ちか。彼女は漫画賞の新人賞を受賞したが、その後は作品を出版社に持ち込むもなかなか採用されない日々を送っていた。ある日、編集部にネームを3作持ち込むがすべてボツになってしまい、部屋で悶々としている時に衝動的に「旅に出たい」という気持ちが湧いてくる。そんな時、サイコロで行き先を決める旅番組をテレビで見たことから、軽い気持ちでSNSのアンケートで旅行先を募ったところ思わぬ反響があり、逃げられなくなった彼女はアンケート結果に従って行き先を決めるだけの、下調べなどをしない行き当たりばったりな旅を始める。

## 登場人物
声の項はテレビアニメ版の声優。

### 主要人物
鈴ヶ森 ちか（すずがもり ちか）
声 - 月城日花
主人公。マンガ家志望の女子大生。2000年3月18日生まれ。単行本第5巻の番外旅で小型自動二輪免許を取得。単行本第6巻の第19旅（群馬県）で初のバイク旅行をする（車種はホンダ・スーパーカブ100）。

蓮沼 暦（はすぬま こよみ）
声 - 鈴代紗弓
ちかの友人。自由奔放な性格。
富山県の旅にて初登場。

鵜木 ゆい（うのき ゆい）
声 - 平塚紗依
ちかと暦の高校時代の後輩。香川県の旅にて初登場。
2020年に大学へ進学。普通自動車の免許を持っている。
歴史が得意。東京都の旅では、ちかの1人旅を実況解説している。

糀谷 冬音（こうじや ふゆね）
声 - 佐藤聡美
ちかの先輩漫画家。京都府の旅から登場。
元々は、ちかがアシスタントとして参加する関係だった。

天空橋 りり（てんくうばし りり）
声 - 日笠陽子
ちかの先輩漫画家。冬音の友人。普通自動車の免許を持っている。酒好き。
初登場は福島県の旅で、本格的な登場は京都府の旅。

### マオウ編集部
吉本 翔子（よしもと しょうこ）
声 - 小林ゆう
マオウ編集部。ちかの最初の担当。ちかを旅に出るよう促す。

梅屋敷 彩（うめやしき あや）
マオウ新人編集部員。ちかの現在の編集担当。真面目な性格。
ちかと旅をしたこともある。吉本をライバル視している。

### その他
お母さん
ちかの母。

鈴ヶ森 庄造（すずがもり しょうぞう）
ちかの父。
小型自動二輪免許を取得したちかに、スーパーカブ100をプレゼントした。

## スピンオフ作品
私の大嫌いな先輩
主人公・鈴ヶ森ちかの読み切り漫画。『電撃マオウ』2020年9月号に掲載、『ざつ旅』単行本第4巻に収録。
その想いは、ね…
主人公・鈴ヶ森ちかの読み切り漫画。『青騎士』2021年第4号に掲載、ざつ旅 単行本第7巻に収録。
ざつ旅 -Another Side View- 蓮沼暦の日常
メイドスキーによるスピンオフ漫画。蓮沼暦を主人公とする。『電撃マオウ』2023年12月号より連載。
あしたのあした
主人公・鈴ヶ森ちかの初連載。『電撃マオウ』2024年2月号より連載。
ざつ旅謎-That's "Mystery" Journey-
電撃文庫より刊行された、逆井卓馬によるスピンオフ小説。

## 書誌情報
- 石坂ケンタ『ざつ旅-That's Journey-』KADOKAWA〈電撃コミックスNEXT〉、既刊13巻（2025年6月27日現在）
  1. 2019年9月27日発売[19]、ISBN 978-4-04-912825-3
  2. 2020年2月10日発売[20]、ISBN 978-4-04-913045-4
  3. 2020年7月27日発売[21]、ISBN 978-4-04-913299-1
  4. 2020年12月26日発売[22]、ISBN 978-4-04-913591-6
  5. 2021年5月27日発売[23]、ISBN 978-4-04-913802-3
  6. 2021年12月25日発売[24]、ISBN 978-4-04-914120-7
  7. 2022年5月27日発売[25]、ISBN 978-4-04-914430-7
  8. 2022年12月26日発売[26]、ISBN 978-4-04-914710-0
  9. 2023年5月26日発売[27]、ISBN 978-4-04-915016-2
  10. 2023年12月27日発売[28]、ISBN 978-4-04-915380-4
  11. 2024年6月26日発売[29]、ISBN 978-4-04-915797-0
  12. 2024年12月27日発売[30][31]、ISBN 978-4-04-916178-6
  13. 2025年6月27日発売[32]、ISBN 978-4-04-916528-9
- メイドスキー（漫画）・石坂ケンタ（原作）『ざつ旅 -Another Side View- 蓮沼暦の日常』KADOKAWA〈電撃コミックスNEXT〉、既刊1巻（2024年12月27日現在）
  1. 2024年12月27日発売[30][33]、ISBN 978-4-04-916179-3
- 鈴ヶ森ちか 『あしたのあした』 KADOKAWA〈電撃コミックスNEXT〉、既刊1巻（2025年3月27日現在）
  1. 2025年3月27日発売[34][35]、ISBN 978-4-04-916373-5
- 逆井卓馬（著）・石坂ケンタ（原作・イラスト）『ざつ旅謎-That's "Mystery" Journey-』 KADOKAWA〈電撃文庫〉、2025年5月10日発売[18][36]、ISBN 978-4-04-916345-2

## テレビアニメ
2025年4月から6月までAT-Xほかにて放送された。ナレーションは窪田等。

### スタッフ
- 原作 - 石坂ケンタ（株式会社KADOKAWA / 電撃マオウ連載）[3]
- 監督 - 渡邊政治[3]
- シリーズ構成 - 中村能子[3]
- キャラクターデザイン - rere[3]
- プロップデザイン - 中田知里、大木綾子
- 衣装デザイン - 箱田ななみ[3]
- 料理作画監督 - 大木綾子[3]
- 美術設定 - 袈裟丸絵美[3]
- 美術監督 - 新井佳奈[3]
- 色彩設計 - 菊地和子[3]
- 3D監督 - 栁澤宏明[3]
- 撮影監督 - 板倉あゆみ[3]
- 編集 - 坪根健太郎[3]
- 音響監督 - 立石弥生[3]
- 音響効果 - 風間結花[3]
- 音楽 - 藤澤慶昌[3]
- 音楽制作 - KADOKAWA[3]
- 音楽プロデューサー - 若林豪
- プロデューサー - 石上丈太郎、根本侑果、吉岡直紀、飯塚彩、嶋岡良介、多田祐一、大貫一雄、澤畠康二
- アニメーションプロデューサー - 田浦大樹、宮城大翔
- アニメーション制作 - makaria[3]
- アニメーション制作協力 - LUMINAS
- 製作 - 「ざつ旅」製作委員会[3]

### 主題歌
「旅しよ！don't  you？」
harmoeによるオープニングテーマ。作詞はおかもとえみ、作曲・編曲は田中隼人。
「bookmarks」
Sizukによるエンディングテーマ。歌は春茶、作詞はやなぎなぎ、作曲は俊龍、編曲は北川勝利。

### 各話リスト
| 話数   | サブタイトル                    | 脚本     | 絵コンテ                | 演出            | 作画監督 | 総作画監督    | 初放送日      |
| ------ | ------------------------------- | -------- | ----------------------- | --------------- | --- | ------------- | ------------- |
| 第1旅  | はじめの1225段                  | 中村能子 | 渡邊政治                | 渡邊政治        | 柳瀬譲二 桜井このみ Cerberus 松下純子 吉田翔太 Facu Escobedo                                                                                    | rere          | 2025年 4月7日 |
| 第2旅  | 伊達じゃない！ きときとふたり旅 | 中村能子 | 原英和                  | 萩原悠理        | 飯飼一幸 Cerberus 森悦人 齋藤香識 Facu Escobedo 池谷祥明 片岡恵美子 Wei Xu Long FanDongdong SunJiwei                                            | rere          | 4月14日       |
| 第3旅  | そのままのコシで                | 中村能子 | 渡邊政治                | 山本辰          | パテ Suwarin Promjutikanon Facu Escobedo Jed Panulin 板絵動画 Studio Sekai                                                                      | rere          | 4月21日       |
| 第4旅  | ふ、ばいざしー                  | 横谷昌宏 | 渡邊政治                | 黒瀬大輔        | りゅっち 谷口繁則 西川真人 坪田慎太郎 丸英男 櫻井拓郎 中村与史子 片岡恵美子 外山陽介 Suwarin Promjutikanon 月霊動画                             | rere          | 4月28日       |
| 第5旅  | カラスと龍と蕎麦と離島          | 中村能子 | 渡邊政治                | 石郷岡範和      | 柳瀬譲二 パテ 松下純子 佐藤智子 加藤明日美 Cerberus Suwarin Promjutikanon                                                                       | rere Cerberus | 5月5日        |
| 第6旅  | 真夏の大冒険旅！                | 中村能子 | 原英和 渡邊政治         | 山本辰 渡邊政治 | 米田光良 パテ 飯飼一幸 森悦人 FAN DONG DONG YIN SHAO FENG HWANG HYUNGRAK                                                                        | rere          | 5月12日       |
| 第7旅  | 神様と出会える街？ そして…      | 横谷昌宏 | 海野なまこ 山本陽介     | 山本辰          | 米田光良 Facu Escobedo 柳瀬譲二 Cerberus 秦诗雨 彭丽颖 韩卉 周栖檬 顾文杰 Raruru                                                                | rere          | 5月19日       |
| 第8旅  | 女子三人寄って睦まじい          | 横谷昌宏 | 渡邊政治                | 池手学人        | パテ スタジオ時雨 yin shao feng HWANG HYUNGRAK 劉華睿 田雅欣 壹飛動漫 01 ゼロワン                                                               | rere          | 5月26日       |
| 第9旅  | 温泉で完成して、初日の出        | 中村能子 | 海野なまこ 阿波部竜太朗 | 宮城大翔        | Suwarin Promjutikanon 清水博幸 桜井木の実 佐藤智子 亀田朋幸 伊藤あつし                                                                          | rere          | 6月2日        |
| 第10旅 | ココロのふるさと                | 中村能子 | 阿波部竜太朗 正木陽南子 | 石郷岡範和      | 桜井このみ 柳瀬譲二 MARURIN STUDIO CL 01 ゼロワン 劉華睿 胡雲濤 楊鎮宇 287studio FAN DONG DONG yin shao feng HWANG HYUNGRAK Studio PAPER CRANES | rere          | 6月9日        |
| 第11旅 | 師匠と片参り                    | 中村能子 | 黒瀬大輔                | 山本辰 宮城大翔 | 有馬次呂 潇楚楠 狂暴赶海组长 王佳欣 鸟尾 01 ゼロワン 楊鎮宇 Studio PAPER CRANES パテ 桜井木の実 伊藤篤志 清水博幸                               | rere          | 6月16日       |
| 第12旅 | 旅はざつでいい、ざつがいい      | 中村能子 | 渡邊政治                | 渡邊政治        | Cerberus 米田光良 渡辺あす香 パテ 佐藤智子 Suwarin Promjutikanon 01 ゼロワン                                                                    | rere          | 6月23日       |

### 放送局
| 放送期間               | 放送時間                     | 放送局             | 対象地域       | 備考                                            |
| ---------------------- | ---------------------------- | ------------------ | -------------- | ----------------------------------------------- |
| 2025年4月7日 - 6月23日 | 月曜 22:00 - 22:30           | AT-X               | 日本全域       | 製作参加 / CS放送 / 字幕放送 / リピート放送あり |
|                        | 月曜 22:30 - 23:00           | TOKYO MX           | 東京都         |                                                 |
|                        | 月曜 23:00 - 23:30           | BS11               | 日本全域       | 製作参加 / BS放送 / 『ANIME+』枠                |
|                        | 月曜 23:30 - 火曜 0:00       | とちぎテレビ       | 栃木県         |                                                 |
| 2025年4月8日 - 6月24日 | 火曜 0:58 - 1:28（月曜深夜） | テレビユー福島     | 福島県         |                                                 |
|                        | 火曜 1:10 - 1:40（月曜深夜） | NST新潟総合テレビ  | 新潟県         |                                                 |
|                        | 火曜 1:25 - 1:55（月曜深夜） | 東北放送           | 宮城県         |                                                 |
|                        | 火曜 1:54 - 2:24（月曜深夜） | 青森放送           | 青森県         |                                                 |
|                        | 火曜 2:11 - 2:41（月曜深夜） | CBCテレビ          | 中京広域圏     | 『アガルアニメ Type-C』枠                       |
|                        | 火曜 2:20 - 2:50（月曜深夜） | 富山テレビ         | 富山県         |                                                 |
|                        | 火曜 2:58 - 3:28（月曜深夜） | IBC岩手放送        | 岩手県         |                                                 |
| 2025年4月9日 - 6月25日 | 水曜 1:15 - 1:45（火曜深夜） | さんいん中央テレビ | 島根県・鳥取県 |                                                 |
|                        | 水曜 1:25 - 1:55（火曜深夜） | 中国放送           | 広島県         |                                                 |
|                        | 水曜 1:35 - 2:05（火曜深夜） | テレビせとうち     | 岡山県・香川県 |                                                 |
|                        | 水曜 2:04 - 2:34（火曜深夜） | 読売テレビ         | 近畿広域圏     | 製作参加                                        |

| 配信開始日    | 配信時間                | 配信サイト | 備考         |
| ------------- | ----------------------- | --- | ------------ |
| 2025年4月7日  | 月曜 22:30 更新         | ABEMA dアニメストア | 見放題配信   |
| 2025年4月12日 | 土曜 22:30 以降順次更新 | U-NEXT アニメ放題 niconico （ ニコニコ生放送 、 ニコニコチャンネル ） DMM TV Lemino FOD バンダイチャンネル Hulu TELASA （見放題プラン） J:COM STREAM milplus 見放題パックプライム Amazon Prime Video | 見放題配信   |
|               |                         | ビデオマーケット music.jp カンテレドーガ HAPPY!動画 Rakuten TV | 都度課金配信 |

### BD
| 巻 | 発売日            | 収録話         | 規格品番   |
| -- | ----------------- | -------------- | ---------- |
| 上 | 2025年7月25日     | 第1旅 - 第6旅  | ZMAZ-18301 |
| 下 | 2025年8月27日予定 | 第7旅 - 第12旅 | ZMAZ-18302 |